# Negoiești (okręg Gorj)
Negoiești – wieś w Rumunii, w okręgu Gorj, w gminie Prigoria. W 2011 roku liczyła 324 mieszkańców.